# Reprise Records
Reprise Records és un segell discogràfic estatunidenc, propietat de Warner Music Group, operat conjuntament amb Warner Bros. Records. Reprise va ser originalment fundada el 1960 per Frank Sinatra amb el propòsit de permetre una major llibertat artística per als seus propis enregistraments. També els seus companys de la banda Rat Pack, Dean Martin i Sammy Davis, Jr. es van unir al segell. El comediant Redd Foxx també va gravar per al segell durant uns anys. Reprise va ser venuda a Warner Bros. Records el 1963. Actualment és la casa discogràfica d'artistes com Neil Young, Green Day, The Network, Josh Groban i My Chemical Romance. A finals dels anys 70, quan Joni Mitchell i Captain Beefheart van deixar el segell discogràfic, Sinatra va expressar el seu desig de ser l'únic artista restant a Reprise, però Neil Young va refusar-ne la seva sortida.